# Morawscy herbu Dąbrowa

Herb Dąbrowa

Morawscy herbu Dąbrowa – polski ród szlachecki wywodzący się z Podlasia oraz Mazowsza.

## Etymologia nazwiska
Nazwisko rodowe Morawskich prawdopodobnie ma charakter odmiejscowy i może pochodzić od ich dziedzicznych wsi; Murawy lub Morawy.

## Historia
Ród Morawskich był licznie rozrodzoną rodziną na Podlasiu oraz w Mazowszu. Pierwsza wzmianka związana z tą rodziną pochodzi z 1434 roku, a konkretniej dotyczy jednego z jej członków, Dominika Morawskiego, występującego w powiecie kolneńskim. Kolejna zapiska pochodzi z 1442 roku, kiedy to w dokumentach pojawia się wzmianka o Adamie Morawskim, synu Świaszka, dziedzicu wsi Murawy, w ziemi łomżyńskiej.
W 1580 roku odnajdujemy niejaką Zofię, żonę Kacpra Komorowskiego, pisarza ziemskiego łukowskiego, która należała do domu Morawskich.
Kolejny raz spotykamy ich dopiero w 1629 roku, kiedy to dowiadujemy się, że Jan Morawski pozostawił po sobie syna Mikołaja, burgrabiego chełmskiego. A następnie w 1686 roku w dokumentach dotyczących Wawrzyńca Morawskiego, syna Joachima, dziedzica wsi Gozdawa, żonatego z nieznaną z nazwiska Anną.
Morawscy byli znaczącym rodem w ustroju Rzeczypospolitej, na dowód tego może stanąć chociażby fakt, że trzech jego przedstawicieli; Aleksander (z województwa podlaskiego), Aleksander i Mikołaj (z ziemi ciechanowskiej) oraz Wojciech (z ziemi warszawskiej) podpisali elekcję króla w 1697 roku. Dodatkowo Antoni, Franciszek, Grzegorz, dwóch Maciejów, Mateusz i Michał podpisali elekcję z ziemi warszawskiej w 1733 roku, a Gabriel Morawski z ziemi ciechanowskiej w 1764 roku.
O wysokim wykształceniu członków tego rodu może świadczyć Jan Morawski (zm. 1700) – teolog, matematyk, rektor w Jarosławiu i Poznaniu, będący ozdobą swego zgromadzenia i autorem kilkunastu dzieł różnej treści. Oprócz tego członkowie rodu pełnili liczne funkcje dygnitarskie, przykładowo; Tomasz był komisarzem ziemi nurskiej w 1789 roku, Kacper – burgrabią nurskim w 1793 roku, Franciszek – sędzią pokoju w Pułtusku w 1841 roku, a Mikołaj (syn Józefa) zasiadał w sądach powiatu grodzieńskiego w 1845 roku.
Duża część członków tego rodu udowodniła szlachectwo podczas trwającej legitymizacji szlachectwa w okresie rozbiorów.

## Znani członkowie
- Ignacy Feliks Morawski – generał major.
- Jan Morawski – minister sprawiedliwości.
- Jan Morawski – jezuita.
- Józef Agaton Morawski – poseł na Sejm IV kadencji.
- Karol Morawski – generał brygady.
- Mikołaj Morawski – generał major.
- Stanisław Morawski – pisarz.
- Władysław Morawski – ziemianin.